# مارتین استانکوف
مارتین استانکوف (بلغاری: Мартин Станков؛ زادهٔ ۲۵ فوریهٔ ۱۹۷۴) بازیکن فوتبال اهل بلغارستان است.
از باشگاه‌هایی که در آن بازی کرده‌است می‌توان به باشگاه فوتبال خزر لنکران، باشگاه ورزشی مالاتیااسپور، و باشگاه فوتبال لفسکی صوفیه اشاره کرد.
وی همچنین در تیم ملی فوتبال بلغارستان بازی کرده‌است.